# Emídio Rafael Augusto Silva
Emídio Rafael Augusto Silva (* 24. Januar 1986 in Lissabon) ist ein portugiesischer Fußballspieler, der aktuell für den AO Platanias als linker Außenverteidiger spielt.

## Laufbahn
Ausgebildet in der Jugendmannschaft des portugiesischen Traditionsvereins Sporting Lissabon, begann Rafael seine Laufbahn in der zweiten portugiesischen Liga. Nachdem er mit dem Portimonense SC den Aufstieg geschafft hatte, wechselte er zum etablierten Verein Académica de Coimbra. Bereits eine Saison später wechselte er zur portugiesischen Topmannschaft FC Porto. Anfang Januar 2013 wechselte er zu Sporting Braga, der FC Porto besitzt aber weiterhin etwa 90 % der Transferrechte.

## Erfolge
- FC Porto:
  - UEFA Europa League: 2011
  - portugiesischer Meister: 2012
  - Portugiesischer Pokalsieger: 2011
  - Portugiesischer Supercup: 2010, 2011

- Sporting Braga
  - Taça da Liga: 2013